# Gymnothorax zonipectis
Gymnothorax zonipectis är en fiskart som beskrevs av Seale, 1906. Gymnothorax zonipectis ingår i släktet Gymnothorax och familjen Muraenidae. Inga underarter finns listade i Catalogue of Life.